# لوسيوس كالبورنيوس بستيا
لوسيوس كالبورنيوس بستيا سيناتور روماني عمل كأطربون للشعب سنة 121 ق.م وكقنصل على ولاية إفريقية سنة 111 ق.م في الحرب على يوغرطة ملك النوميديين.
كان بستيا من الأرستقراطيين الأكفاء، تميز بقوة بنيته الجسدية، حسن حكمه وبعض الخبرة العسكرية من خلال تولية لمهمة في ولاية إفريقية سابقا.

## الحرب اليوغرطية
سنة 112 ق.م دخل يوغرطة مدينة كيرطا بعد حصار طويل وقتل ملكها أدربعل وجميع التجار الإيطاليين الذين دافعو عن المدينة،
أثارت هذه التصرفات حنق الشعب الرومانى ما دفع بمجلس الشيوخ إلى إعلان الحرب عليه حفاظا على هيبة روما، وقد وقع الاختيار على بستيا  من قبل أشخاص نافذين للقيام بهذه المهمة منهم مستشاره سقاوروس رئيس مجلس الشيوخ.
استولى بستيا على عدد من المدن الصغيرة كما طلب منه مدينة لبدة الحماية مقابل الانفصال عن سلطة يوغرطة وهو ما قبله بستيا وتم إعلانها كمدينة حرة حليفة وصديقة لروما، لم يشأ بستيا أن يتدخل أكثر بالشؤون النوميدية لذلك دفع بيوغرطة للتفاوض على السلام مقابل عقوبة بدفع غرامة من المال والفيلة وعدد كبير من الخيل و الماشية.

## عودته إلى روما ومحاكمته
غادر بستيا إفريقية إلى روما ليرأس عملية انتخاب الحكام وهناك ذاعت أخبار عما حدث في إفريقية واعتبر حزب الشعب أن سبب انتهاء الحملة العسكرية هو ارتشاء بستيا وسقاوروس من قبل يوغرطة وقد تم إستقدام هذا الأخير ليشهد بذلك أمام مجلس الشعب الروماني لكن يوغرطة كان قد رشى أحد رئيسي المجلس بمبلغ كبير من المال وهو المدعو بابيوس، فلما طلب من يوغرطة إظهار الحقيقة أمام الشعب الرومانى منعه بابيوس من الكلام فسقطت التهمة ولم يقع الوصول إلى أية نتيجة.